# Гијом Дипитрен
Барон Гијом Дипитрен  (фр. Baron Guillaume Dupuytren, Pierre-Buffière 5. октобар 1777 — Париз, 8. фебруар 1835) био је француски анатом, патоанатом и војни хирург, шеф болнице Отел Дју у Паризу, Иако је стекао славу лечењем Наполеона Бонапарте, сматра се водећом фигуром хирургије 19 века, после Амброаза Переа. Доминантан и немилосрдан према онима који су му били препрека у каријери, у жестоко конкурентном систему токо 20 година каријере лекара, изборио се за свој положаја у медицини од просектора анатомије до главног хирурга у Отелу Дју.
Био је без премца као учитељ и поштован као врсни хирург који је увео анатомо-клиничку методу у хирургију. Данас је најпознатији по открићу контрактуре длана, семиолошког знака који је описао 1831. године и једној врсти прелома скочног зглоба. Умро је у 57 години живота зато што је, због своје лоше нарави, одбио да буде оперисан.

## Живот и каријера
Рођен је 1777. године у селу Pierre-Buffière, близу Лиможа у централној Француској, у коме је његов отац био сиромашни адвокат. Био је изузетно интелигентно дете и сигурно је био веома атрактиван, јер су га два пута насилно одводили. Први пут у доби од четири године отела га је богата дама из Тулуза, али га је и вратила породици. Касније је привукао пажњу коњичког официра у граду, који га је са 12 година отео и одвео у Париз и платио му школовање.

После школовања у Паризу, Дипитрен је желео да постане припадник војске, али је 1793. године, на инсистирање свог оца, уписао медицинско-хируршку школу у болници Свети Алексис у Лиможу. Међутим, убрзо је одлучио да своје образовање настави у Паризу. Као студент у наредне две године трпео је глад и живео у немаштини. Те дана Дипитрен овако описује... 
Живео сам у поткровљу и маст из лешева за сецирање користио сам уместо уља за лампу уз коју сам учио.
 Током присуства на часовима у неколико школа: Charité, Salpêtrière, École de Santé, Collège de Magnac-Laval, врло брзо је привукао пажњу медицинске заједнице у Паризу. Дипломирао је, 1797. године.
Са 18 година, 1794. године, добио је место предавача у „Школи здравља” у Паризу, где је држао предавања из анатомије. Његова предавања су била добро посећена. Био је задужен и за све обдукције у медицинској школи, што је значајно утицало на његово будуће интересовање и стицање богатог знања из анатомије и патологије, на шта указује податак да је убрзо потом написао монографију о патолошкој анатомији на основу својих обдукцијских налаза. 
Са 24 године, 1801. године именован је за шефа анатомије и тада је први пут дошао у сукоб са својим колегама асистентима (Antoine-Laurent-Jessé Bayle (1799-1858) и René-Théophile-Hyacinthe Laënnec (1781-1826)). 
Као предавач анатомије Дипитрен је увео макроскопску патологију у хирургију, јер су се до тада хирурзи карактерисали великим оптимизмом и дрскошћу а не великим знањем о узроцима болести и другим анатомским проблемима.
Докторат на Универзитету у Паризу стекао је са закашњењем, пошто је 1803. године Револуционарна влада забранила рад медицинског факултете. Након стицања потребних квалификација, предавао је анатомију и са 25 година (1808), именован је за другог хирурга у елитној болници Париза Отелу Дју, и одмах започео жестоку борбу са својим претпостављеним Jean Pelletan-ом (1747-1829). 
Коначно, докторирао је 1812. након одбране тезе о литотомији. Током  1815. године, Дипитрен је, заменио свог шефа и постао главни хирург Отела Дју. Под његовим вођством, које је трајало девет година, болница Отел Дју је стекла водећу позицију међу тадашњим европским болницама. 
Лични лекар два владара Француске
Гијом Дипитрен је био је лични лекар и хирург два цара:
- Луја XVIII, који му је у знак захвалности 1816. доделио титулу барона и орден Order of Saint Michael,[7] и лични
- Последњег француског краља Шарла X који је носио титулу краља Француске и Наваре и владао од 1824. до јулске револуције 1830.

Од 21. марта 1810. године био је у браку са Geneviève Lambert de Saint-Olive из Париза, са којом је имао ћерку, и од које се развео 1826. године  
Последње године живота

Умро је 8. фебруара 1835. године након што је одбио лечење излива у грудни кош изазваног плеуритисом, речима :  
Je préfère mourir par la main de Dieu que par celle des hommes  (Радије бих умро од руке Бога него од руке човека).
Обдукцијом су потврђене очекиване лезије: обострани туберкулозни плеуритис који је био неизлечив у то време, последица можданог удара и бубрежни каменци.
Донатор
Од свог великог богатства Гијом је оставио је 200.000 франака медицинском факултету за оснивање катедре патолошка анатомија. Како је држава већ установила ову установу, новац је употребљен за оснивање патолошко-анатомског музеја под називом - Дипитренов музеј, који још увек постоји - и то на класичном академском терену у Медицинској школи поред Сорбоне.

## Дело
Дипитрен је пре свега био клиничар и предавач, а не иноватор или терапеутски оператер попут других колега. Иако су његова дела била изненађујуће једноставног квалитета када се оцењује према његовим способностима, објавио је броје чланке о широком спектру болести из области хирургије. Велики део његових иновација описаће нешто касније његови ученици.
Као професор хирургије на Медицинском факултету у Паризу, Гијом Дипитрен је био признат као изванредан учитељ своје генерације. Упркос свим својим достигнућима и признањима која су му додељивана, он је остао строг, арогантан, хладан и прорачунљив. Имао је огромну праксу која га је учинила једним од најбогатијих медицинских радника у Француској. Изванредан дијагностичар и учитељ, Дипитрен је давао изјаве које, никада нису доведене у питање, јер су увек биле тачне. Увече се особље и стотинак ученика изблиза и из далека окупљало у амфитеатру како би слушали Диптренова предавања која су се заснивала на хируршким искуствима данашњице. Тако је Дипитрен на елоквентан начин имао прилику да непрестано развије своје знање, клиничку логику али и завист међу колегама.
Дипитрен никада није оперисао ако се операција могла избећи, али је био први лекар која је успешно уклонио доњу вилицу. Није само открио и описао Дипитренову контрактуру, по којој је данас најпознатији, већ је осмислио операцију за њено излечење, као и операцију за корекцију кривог врата пресеком стерномастоидног мишића. Дипитрен је 1831. године - отприлике четири године пре смрти - оперисао контрактуру која носи његово име. Након што је неколико година чекао човека који је боловао од класичне фиброзе, он је извршио дисекцију захваћене руке, једног трговца вином - који је тако ушао у историју ове болести.
Развио је ентеротом и друге инструмент или њихове модификацие које су потом користили многи хирурзи, па је тако епоним за Дипитренов ентеротом, често замењен називом Микулићев ентеротом. 
Међутим иако је био величанствени учитељ, блистави техничар за негу рана и елоквентан предавач, поседовао је лоше црте личности — надмен од поноса и охолости, доминантан и немилосрдан према онима који су му били препрека у каријери. Због таквог понашања стекао је лошу репутацију и многе епитете:
- Звер на Сени
- Разбојник из Отела Дју, [а]
- Шкртац који би дао краљу милион франака,[б]
- Први међу хирурзима, последњи међу људима,[в]
- Наполеон у хирургији

Када је преминуо у 57. години живота, због његових карактерних особина нико га није оплакивао. Иако није био ничији пријатељ у Паризу, сигурно се зна да су га волели и поштовали у земљама попут Енглеске и Италије.

Убрзо након Дипитренове смрти, челник енглеска хирургије тога доба Sir Astley Cooper (1768-1841), написао је писмо које се завршавало овако: 
Хирургија никада неће престати да Вас сврстава међу оне који су били славни у овој професији.

## Признања
- 1820. Луј XVIII га је именовао за наследног барона
- 1820 Биран је за члан Савета за безбедност и члана Медицинске академије у секцији за хирургију
- 1824. Изабран је председника Медицинске академије
- 1825. Изабран је за члан Академије наука Француске, уместо др Персија
- 1825. Проглашен је за официра Легија части.

## Галерија
- Три великана француске хирургије: Дипитрен, Доминик Лери и Никола Рене
- Листа и бисте председника Медицинске академије у Паризу, међу којима је и Дипитрен
- Седам великана француске хирургије